# 梅塞達里奧山

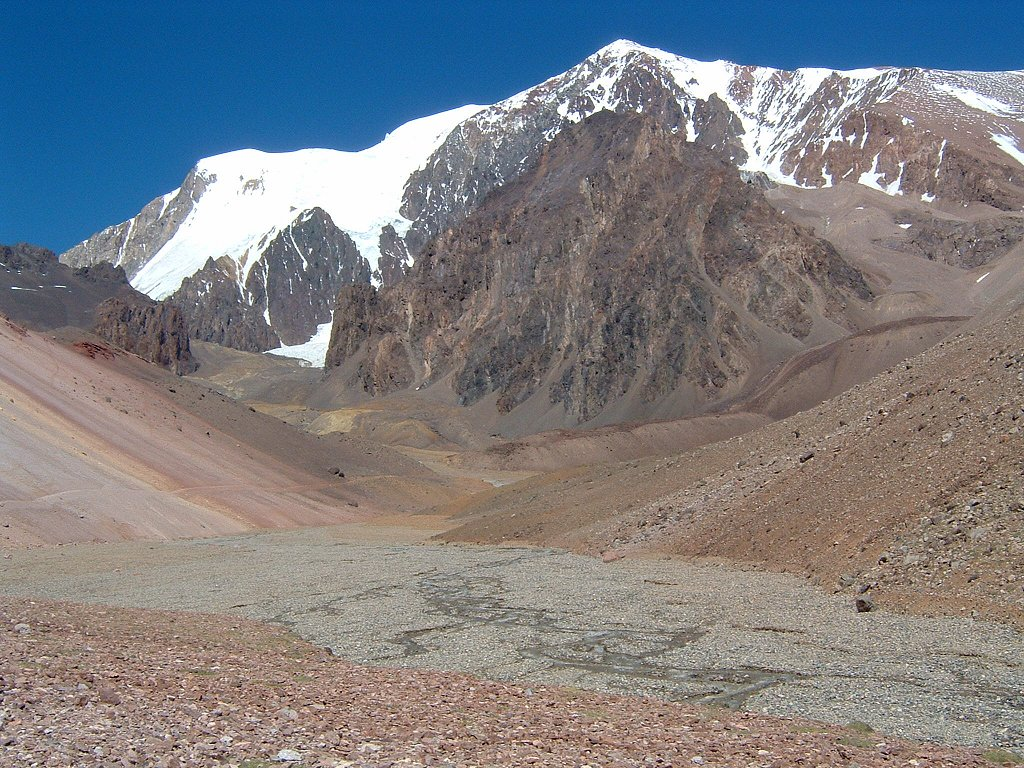

梅塞達里奧山是阿根廷的山峰，位於該國西部聖胡安省，屬於安第斯山脈的一部分，海拔高度6,720米，人類在1934年1月18日首次成功登頂。

## 外部連結
- Mercedario on SummitPost （页面存档备份，存于）